# Ляйбссле-Балог, Барбара
Барбара Ляйбссле-Балог (венг. Leibssle-Balogh Barbara; род. 22 октября 1985, Будапешт, Венгрия) — венгерская гандболистка, игравшая на позиции линейной; тренер молодёжного состава команды «Метцинген». Выступала за сборную Венгрии.

## Карьера

### Клубная
Барбара Балог начинала карьеру игрока в чемпионате Венгрии, выступая за команды «Вашаш», «Дунаферр» (ныне «Дунауйварош») и «Ференцварош». В составе «Дунаферра» выигрывала дважды серебряные и дважды бронзовые медали чемпионата страны, а также выходила в полуфиналы Лиги чемпионов и Кубка ЕГФ, а в «Ференцвароше» она один раз выиграла серебряные и бронзовые медали и победила в Кубке обладателей кубков ЕГФ. В 2011 году новоиспечённую обладательницу кубка пригласили в немецкий «Метцинген». В 2015 году Барбара объявила о прекращении клубных выступлений и о переходе в тренерский штаб молодёжного состава «Метцингена».

### В сборной
Дебютировала 14 октября 2008 в матче против Франции, сыграла 16 игр и забила 14 голов. На чемпионате Европы 2008 года с командой заняла 8-е место.

## Достижения

### В клубах
- Чемпионат Венгрии:
  - Серебряный призёр: 2005, 2008, 2009
  - Бронзовый призёр: 2006, 2007, 2011
- Кубок Венгрии:
  - Серебряный призёр: 2005, 2010
  - Бронзовый призёр: 2007
- Лига чемпионов ЕГФ:
  - Полуфиналист: 2005
- Кубок ЕГФ:
  - Полуфиналист: 2008
- Кубок обладателей кубков ЕГФ:
  - Победительнциа: 2011

### В сборной
- Чемпионат Европы (до 17 лет):
  - Бронзовый призёр: 2003
- Чемпионат мира среди студентов:
  - Чемпионка: 2010

## Личная жизнь
Барбара — выпускница колледжа Дунауйвароша. Среди одноклубников и коллег по сборной известна по прозвищу «Баба».
Вышла замуж за Мике Ляйбссле, тренера второго состава команды «Метцингена»; носит двойную-фамилию Ляйбссле-Балог.